# Karl Friedrich von Heyd
Karl Friedrich Heyd, ab 1856 von Heyd, (* 30. März 1788 in Bissingen an der Enz; † 27. Juni 1873 in Weinsberg) war ein württembergischer Verwaltungs- und Justizbeamter und Parlamentarier.

## Leben
Karl Friedrich Heyd studierte Rechtswissenschaften an der Eberhard Karls Universität Tübingen und wurde Mitglied des ersten, von 1807 bis 1811 bestehenden Corps Suevia Tübingen. Nach dem Studium war er bis 1822 Assessor bei der Regierung des Neckarkreises. Anschließend war er bis 1824 Oberamtsverweser des Oberamts Wiblingen. Anschließend war er bis 1839 Oberamtsrichter des Oberamts Weinsberg. 1840 wurde er Oberamtsrichter in Ludwigsburg. 1847 wurde er zum Oberjustizrat ernannt. 1866 befand er sich im Ruhestand.
Von 1844 bis 1848 war Heyd für den Wahlkreis Weinsberg Abgeordneter zur Zweiten Kammer des Württembergischen Landtags.

## Auszeichnung
- 1856 Ritter des Ordens der Württembergischen Krone, verbunden mit der Erhebung in den persönlichen, nicht vererbbaren Adelsstand (Nobilitierung).[7]